# Stazione di Vobarno Ferriera
La stazione di Vobarno Ferriera fu la stazione terminale della Rezzato-Vobarno, a servizio dello stabilimento siderurgico del comune.

## Storia
La stazione fu aperta al servizio pubblico il 16 dicembre 1897, quando, con l'attivazione del tronco proveniente da Tormini Scalo, fu completata la linea ferroviaria.
L'impianto seguì tutte le vicende societarie della ferrovia: fino al 1904 fu gestito dalla Società Anonima per la ferrovia Rezzato-Vobarno e Valle Sabbia (FRVVS), dal 1904 al 1909 dalla Società Anonima per la Ferrovia Rezzato-Vobarno-Caffaro, quindi dalla provincia di Brescia fino alla prima guerra mondiale, quando l'esercizio passò alle Ferrovie dello Stato (FS). Per necessità belliche, le FS ampliarono la stazione.
Nel 1921, la ferrovia fu ceduta dalla provincia alla Società Elettrica Bresciana (SEB), che gestiva la rete tranviaria extraurbana di Brescia. Nel 1930, la SEB costituì una nuova società anonima, la Ferrovia Rezzato-Vobarno (FRV), che ne prese in carico l'esercizio.
A partire dal 1º giugno 1932, la tranvia Tormini-Vestone, gestita dalla Tramvie Elettriche Bresciane (TEB) del gruppo SEB, fu soppressa e il servizio tranviario fu trasferito sulla ferrovia Rezzato-Vobarno tra Tormini Ferrovia e Vobarno Ferriera. Una roggia separava le due infrastrutture, quindi la FRV e la TEB manifestarono l'intenzione di costruire un allacciamento che la scavalcasse consentendo al servizio tranviario di proseguire fino a Vestone, se fosse stata mantenuta l'infrastruttura tranviaria da Vobarno Ferriera in poi. Tuttavia, i lavori non iniziarono e il progetto fu sospeso nell'ottobre 1934, quando il Ministero delle Comunicazioni approvò la soppressione della tranvia Vobarno-Vestone-Idro.
Il servizio tranviario passeggeri sul tratto ferroviario Tormini-Vobarno Ferriera fu di breve durata in quanto fu soppresso il 18 novembre 1935. Il servizio ferroviario passeggeri proveniente da Rezzato, invece, fu mantenuto fino alla seconda guerra mondiale.
Nel dopoguerra, la stazione rimase attiva solo per il servizio merci del vicino stabilimento della Falck che rilevò la società FRV nel 1963. Fu soppressa il 23 marzo 1968, quando si chiuse l'esercizio ferroviario della linea.

## Strutture e impianti

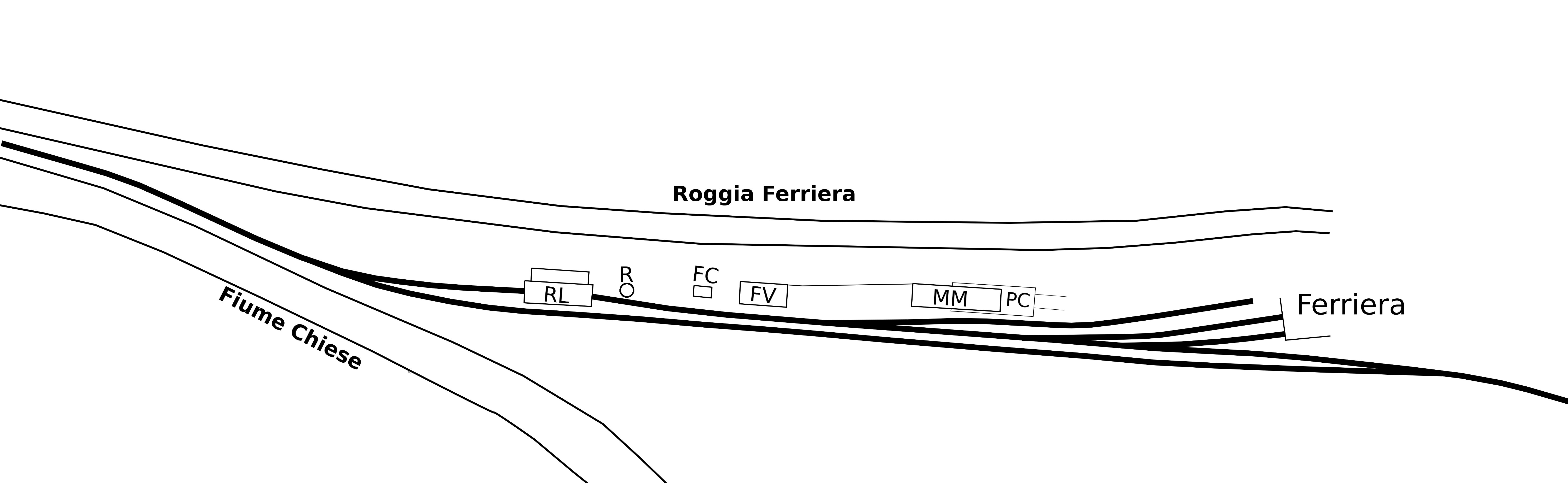
Il piazzale binari della stazione nel 1917

Il fabbricato viaggiatori fu costruito con lo stesso stile delle altre stazioni della linea come Nuvolera, Prevalle e Tormini Scalo.
Il piazzale contava due binari ai quali si aggiunse uno tronco a servizio dello scalo merci. Quest'ultimo era posizionato a est del fabbricato viaggiatori ed era dotato di un magazzino, di un piano caricatore e di un ponte a bilico della portata di 30 t. Più a est dello scalo merci, era presente il raccordo con la vicina Ferriera di Vobarno, che dava il nome all'impianto.
Una torre dell'acqua della capacità di 10 m³, con pompatura a motore elettrico, consentiva di rifornire le locomotive a vapore.
Essendo capolinea, la stazione era dotata di una rimessa locomotive, posta a ovest del fabbricato viaggiatori, con annessa abitazione per il personale.
Già nel 1984, l'intera area fu riconvertita a zona artigianale.

## Movimento
La stazione fu capolinea del servizio viaggiatori diretto a Rezzato. Tra il 4 agosto 1900 e il 9 gennaio 1902, le corse della linea ferroviaria furono instradate sulla stazione della Milano-Venezia al fine di proseguire fino a Brescia, grazie a un accordo fra l'impresa gerente e la Società Meridionale.
Tra il 1º giugno 1932 e il 17 novembre 1935 fu stazione capolinea del servizio tranviario passeggeri Tormini Ferrovia-Vobarno Ferriera.